# 非虛構作品
非虛構作品，即纪实作品，与虛構作品相对，是報告或是任何描述事實的作品總稱。

## 體裁分類
非虛構作品有以下體裁分類，小說是屬於虛構作品，因此不列入分類。
- 年鑑
- 自傳
- 傳記
- 藍圖
- 書評
- 創造性非小說文學
- 設計檔案
- 圖表
- 日記
- 字典
- 非小說電影
- 百科全書
- 隨筆
- 使用手冊
- 手冊
- 歷史
- 新闻
- 學術期刊
- 信
- 文學評論
- 回憶錄
- 自然史
- 哲學
- 攝影
- 論文
- 科學書籍
- 法規
- 教科書
- 旅遊文學
- 紀錄片